# Gadirtha plumbeomaculata
Gadirtha plumbeomaculata är en fjärilsart som beskrevs av Embrik Strand 1917. Gadirtha plumbeomaculata ingår i släktet Gadirtha och familjen trågspinnare. Inga underarter finns listade i Catalogue of Life.